# Maroneia-Sapes
Maroneia-Sapes (Grieks: Μαρώνεια-Σάπες) is sedert 2011 een fusiegemeente in de Griekse bestuurlijke regio (periferia) Oost-Macedonië en Thracië.
De twee deelgemeenten (dimotiki enotita) van de fusiegemeente zijn:
- Maroneia (Μαρώνεια)
- Sapes (Σάπες)